# Giambattista Gherardo d’Arco
Giambattista Gherardo d’Arco (* 1739 in Arco; † 1791) war ein nationalökonomischer Autor.

## Leben
Er entstammte dem Adelsgeschlecht Arco und studierte in Mantua, Parma und Verona. Seiner Verdienste wegen ernannte ihn Joseph II. zum geheimen Rat und zum Intendant von Mantua. In diesem Amt begründete er eine Ackerbauschule für Waisenkinder und unterstützte Maler im harten Winter 1782. Krankheitsbedingt musste er das Amt niederlegen und zog sich auf das Land zurück. Er besaß eine Skulpturensammlung, die er später einem Museum in Mantua vermachte. Sie enthielt unter anderem eine Büste Vergils.
Arcos Neffe Carlo d’Arco war Kunsthistoriker, Maler und ebenfalls nationalökonomischer Autor.

## Wirken
Giambattista Gherardo d’Arco schrieb Werke über die Nationalökonomie. Seine Abhandlung von 1772 Dell’ armonia politico–economica tra la città ed il suo territorio wurde von der Akademie der Wissenschaften und Künste zu Padua ausgezeichnet, sorgte dafür, dass d’Arco mehreren Gesellschaften beitreten konnte und Auszeichnungen von Friedrich II. und Ferdinand, Herzog von Parma erhalten konnte. Die weiteren Schriften auf diesem Gebiet fanden Aufnahme in Economisti italiani, parte moderna (Milano 1804, Band 30 und 31). Daneben befasste er sich mit Staatsrecht, -philosophie und -geschichte, und mit Kunst.

## Werke
- Dell’ armonia politico–economica tra la città ed il suo territorio (1772)
- Dell’ Annona (1775)
- Dell’ influenza del commercio sull’ economia interna dei popoli, e sulla prosperità degli stati (1778)
- Risposta al quesito: Se in uno Stato di Terreno fertile debbasi più particolarmente favorire l’estrazione delle materie prime, oppure quella dei prodotti delle manifatture (1780)
- Del diritto ai transiti (1784)
- Del Fundamento del Diritto di punire
- De’ fundamenti e limiti della paterna Autorità
- Sordello
- Della forza comica
- Della patria primitiva delle arti del disegno